# Federació Catalana de Futbol
De FCF of de Federació Catalana de Futbol is de Catalaanse voetbalbond.
De FCF werd opgericht op 11 november 1900 en het is daarmee de oudste voetbalbond van Spanje. Onder de eerste leden bevonden zich de clubs FC Barcelona, Català SC, Hispània FC en Sociedad Española de Football, nu bekend als RCD Espanyol.
De FCF organiseert onder andere de competities Copa de Catalunya, Tercera División Grupo 5 (Spaanse vierde divisie) en de Primera Divisió Catalana. In het verleden werd ook de Campionat de Catalunya georganiseerd. Deze competitie ging in 1903 als eerste voetbalcompetitie in Spanje van start. De FCF is ook verantwoordelijk voor het Catalaans voetbalelftal en het Catalaans vrouwenvoetbalelftal.